# Рязанцев Микола Карпович
Микола Карпович Рязанцев (нар. 30 квітня 1937, робітниче селище Шахта 5/6 імені Димитрова, тепер місто Мирноград Донецької області — пом. 17 травня 2007, Харків) — український радянський діяч, головний конструктор Харківського конструкторського бюро з двигунобудування при заводі імені Малишева. Член ЦК КПУ у 1986 — 1990 р. Доктор технічних наук, професор.

## Біографія
У 1954 — 1959 р. — студент електромашинобудівного факультету Харківського політехнічного інституту, спеціальність «Двигуни внутрішнього згоряння».
У 1959 р. — механік хлібоприймального пункту у місті Акмолінськ Казахської РСР.
У 1959 — 1965 р. — інженер конструкторського відділу по створенню двигунів тепловозів Харківського заводу імені Малишева. З 1965 р. — інженер конструкторського відділу по створенню танкових двигунів Харківського заводу імені Малишева (Харківського конструкторського бюро з двигунобудування). Брав участь в розробці дизеля 5ТДФ до танка Т-64.
З 1968 — начальник сектора, з 1969 — заступник начальника відділу, з 1970 — начальник відділу поршневої групи Харківського конструкторського бюро з двигунобудування при заводі імені Малишева.
Член КПРС з 1970 року.
З 1973 р. — головний конструктор Харківського конструкторського бюро з двигунобудування при заводі імені Малишева, генеральний конструктор, директор Харківського конструкторського бюро з двигунобудування. Потім — головний науковий співробітник Харківського конструкторського бюро з двигунобудування з проектування танкових двигунів.
З 2001 р. — генеральний конструктор по створенню двигунів для бронетанкової техніки України.
Видав понад 280 наукових та педагогічних праць, має 70 авторських свідоцтв та патентів на винаходи. Співзасновник філії кафедри двигунів внутрішнього згоряння Харківського політехнічного інституту в Харківському конструкторському бюро з двигунобудування.

## Нагороди
- орден Леніна
- орден Знак Пошани
- орден «За заслуги» 3-го ст.
- лауреат Державної премії України в галузі науки і техніки (2008)
- медалі
- заслужений діяч науки і техніки України